# Doença de Köhler
A doença de Köhler é uma desordem rara do osso do pé achada em crianças entre seis e nove anos de idade. Foi descrita pela primeira vez em 1908 por Alban Köhler (1874-1947), radiologista alemão.
É causada quando o osso navicular temporariamente perde sua provisão de sangue. Como resultado, o tecido no osso morre e o osso colapsa. Quando tratada, não causa nenhum problema de longo prazo. Como o osso navicular volta ao normal, os sintomas enfraquecem.